# 萬文卓
萬文卓，中華民國陸軍退役中將，陸軍官校正58期（1989年班；78年班，同期畢業有陸軍10軍團李榮華中將、訓練次長張俊志中將（114/5/1）退、陸軍副司令李天龍中將、軍事情報局長陳明華中將（114/5/1）、何建順少將砲兵已退役、國防部參事石文龍中將、十軍團副指張維燻少將已退（113/11/1）等)，曾任前陸軍司令李翔宙上將辦公室主任、國防部軍備局計評處處長、陸軍機步234旅旅長、國防部戰規司建軍處處長、陸軍澎防部副指揮官、聯二助理次長、國家安全會議秘書處中將副處長等職。2013年7月1日晉升少將，2022年9月1日晉升中將。